# Deutsches Schifffahrtsmuseum
Het Deutsches Schifffahrtsmuseum is een scheepvaart- en havenmuseum in Bremerhaven. Het ligt tussen de dijk aan de Wezer en de Alter Hafen. Naast het museum ligt een grote collectie schepen en overslagmiddelen.

## Geschiedenis
Al voor de bouw van het huidige museum kwamen twee historische schepen in de haven te liggen. In 1967 kwamen de bark Seute Deern en het lichtschip Elbe 3 al in Bremerhaven aan. In november 1969 begon men met de bouw van het museumgebouw naar een ontwerp van de architect Hans Scharoun (1893-1972) in samenwerking met Helmut Bohnsack en Peter Fromlowitz. De totale bouwkosten bedroegen 23 miljoen Duitse mark. Op 5 september 1975 werd het museum officieel geopend door de toenmalige bondspresident Walter Scheel.

## Expositie
Het museum biedt een breed overzicht van diverse maritieme activiteiten. Er zijn veel modellen van vracht-, passagiers- en marineschepen en in een van de hallen ligt een kogge van 1380. 
Buiten de museumgebouwen liggen diverse schepen die ook voor het publiek toegankelijk zijn, in het water of op de kade.
In de haven liggen:
- de bark Seute Deern
- zeesleepboot Seefalke
- walvisjager Rau IX
- het lichtschip Elbe 3

Op de kade liggen:
- Paul Kossel, een betonnen schip
- havensleepboot Stier met Voith-Schneider-propellers
- draagvleugelboot WSS 10

## Fotogalerij

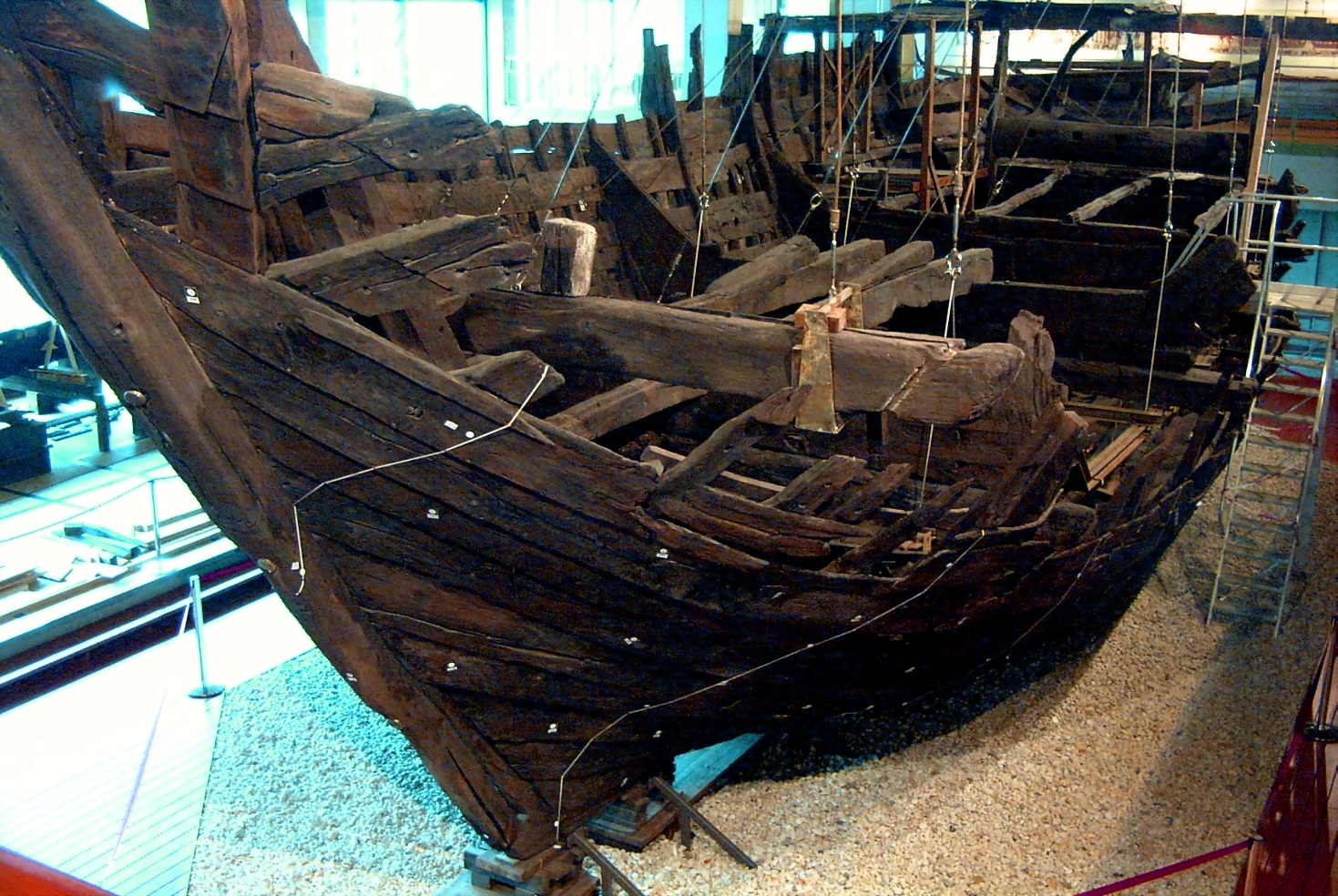
Kogge van 1380
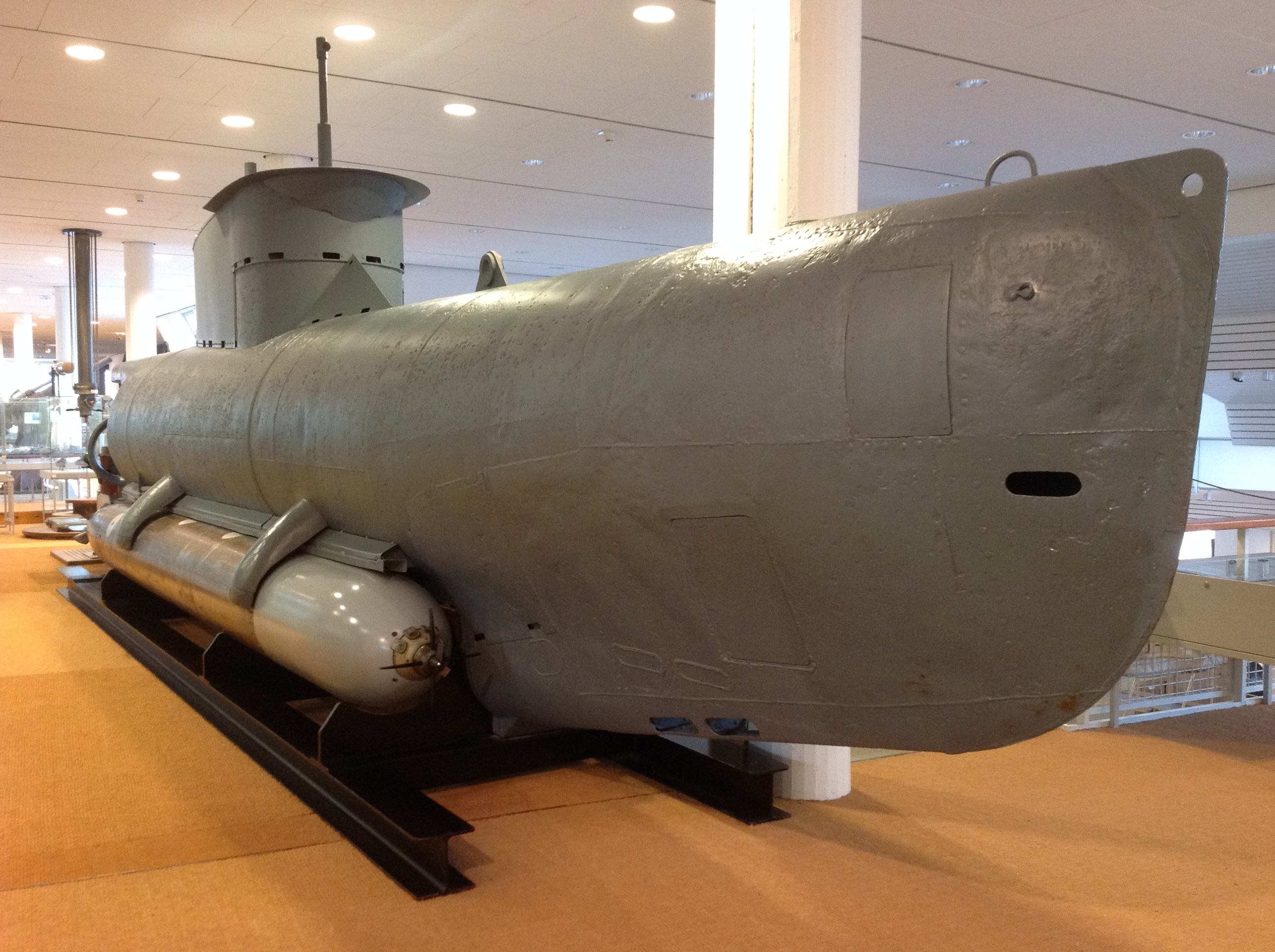
Mini onderzeeboot Seehund
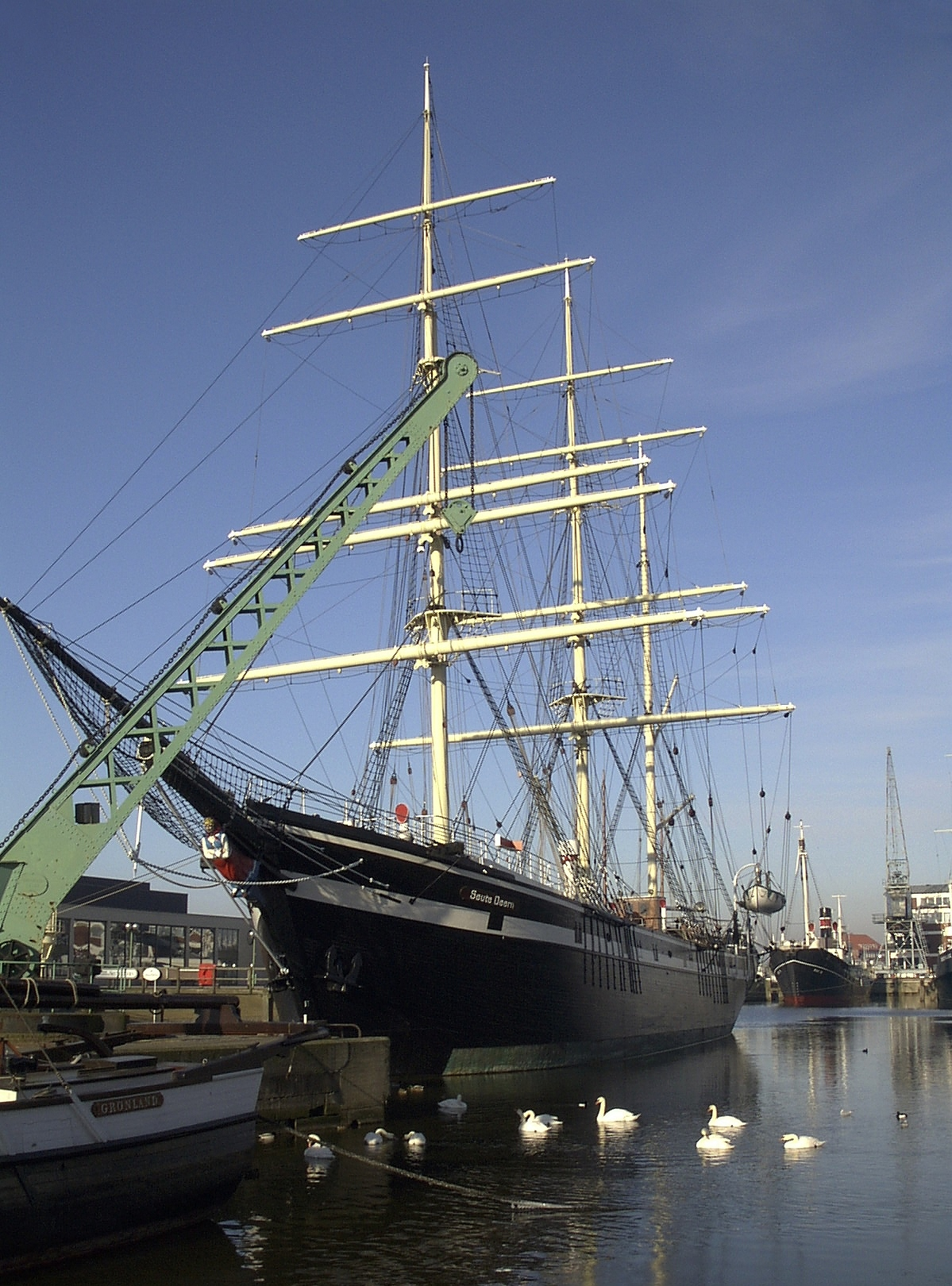
Bark Seute Deern
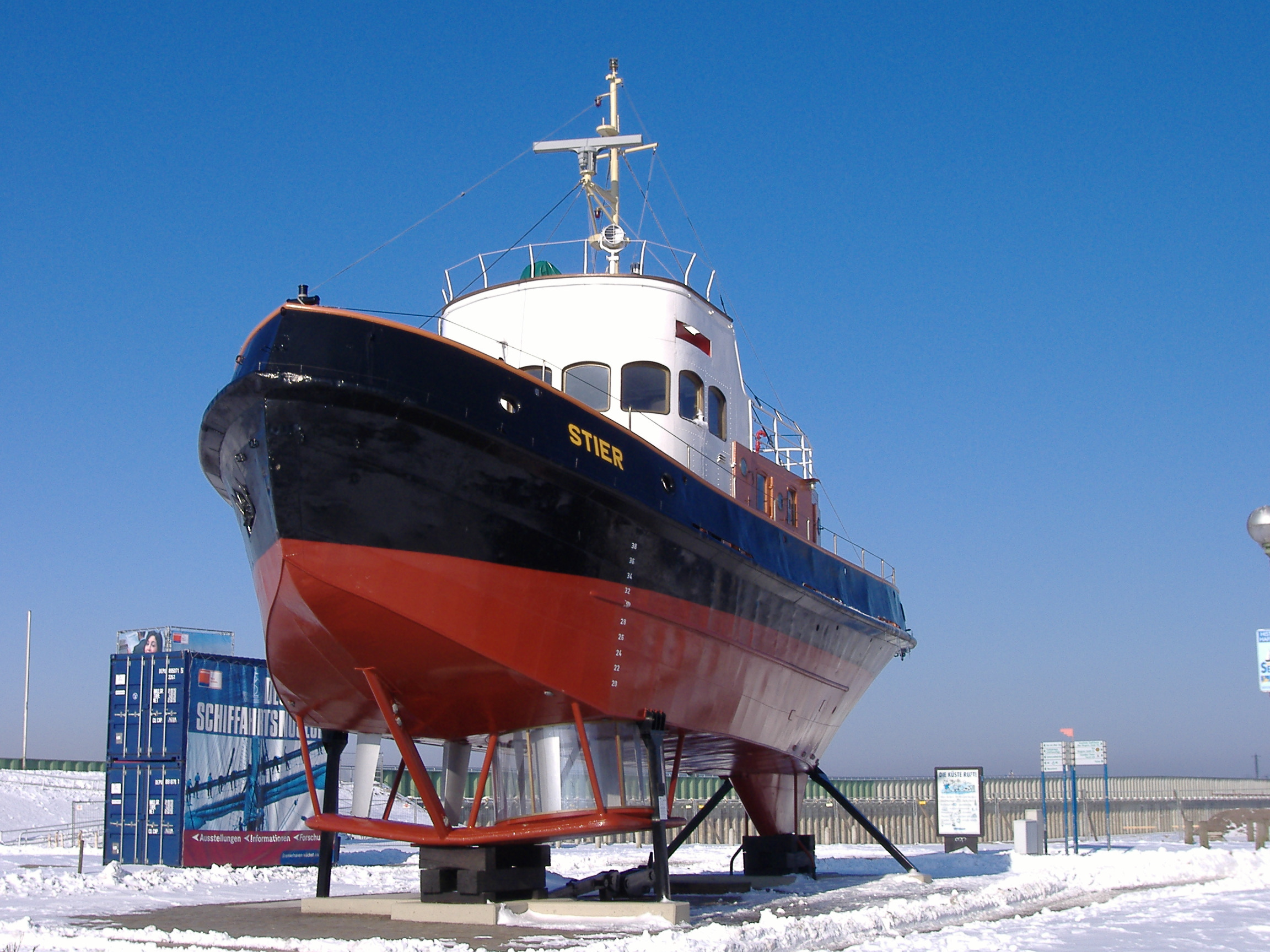
Havensleepboot Stier
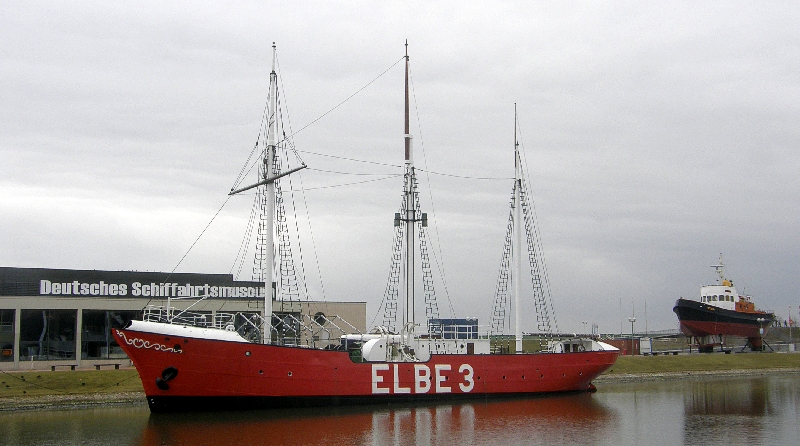
Elbe 3
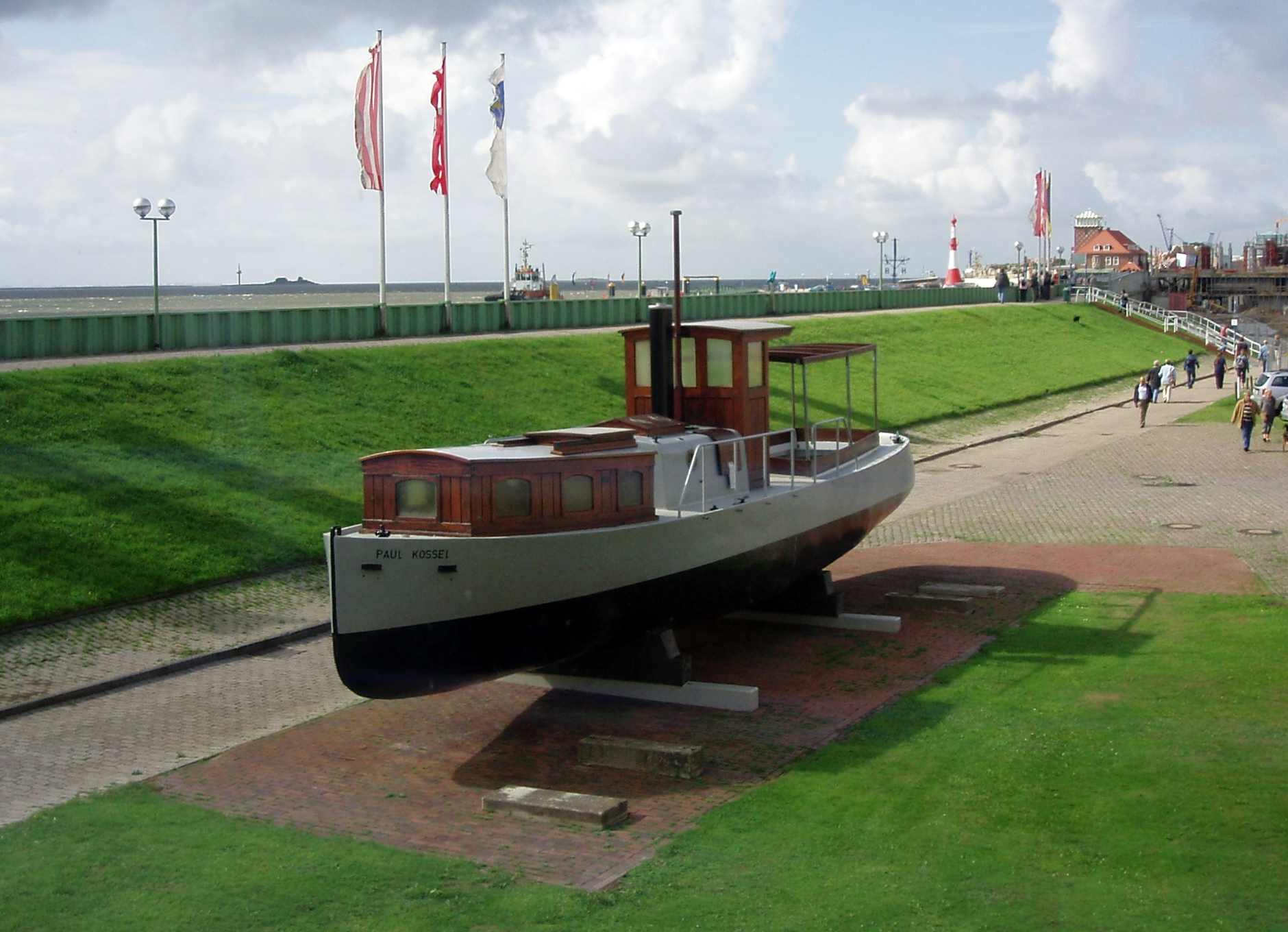
Paul Kossel
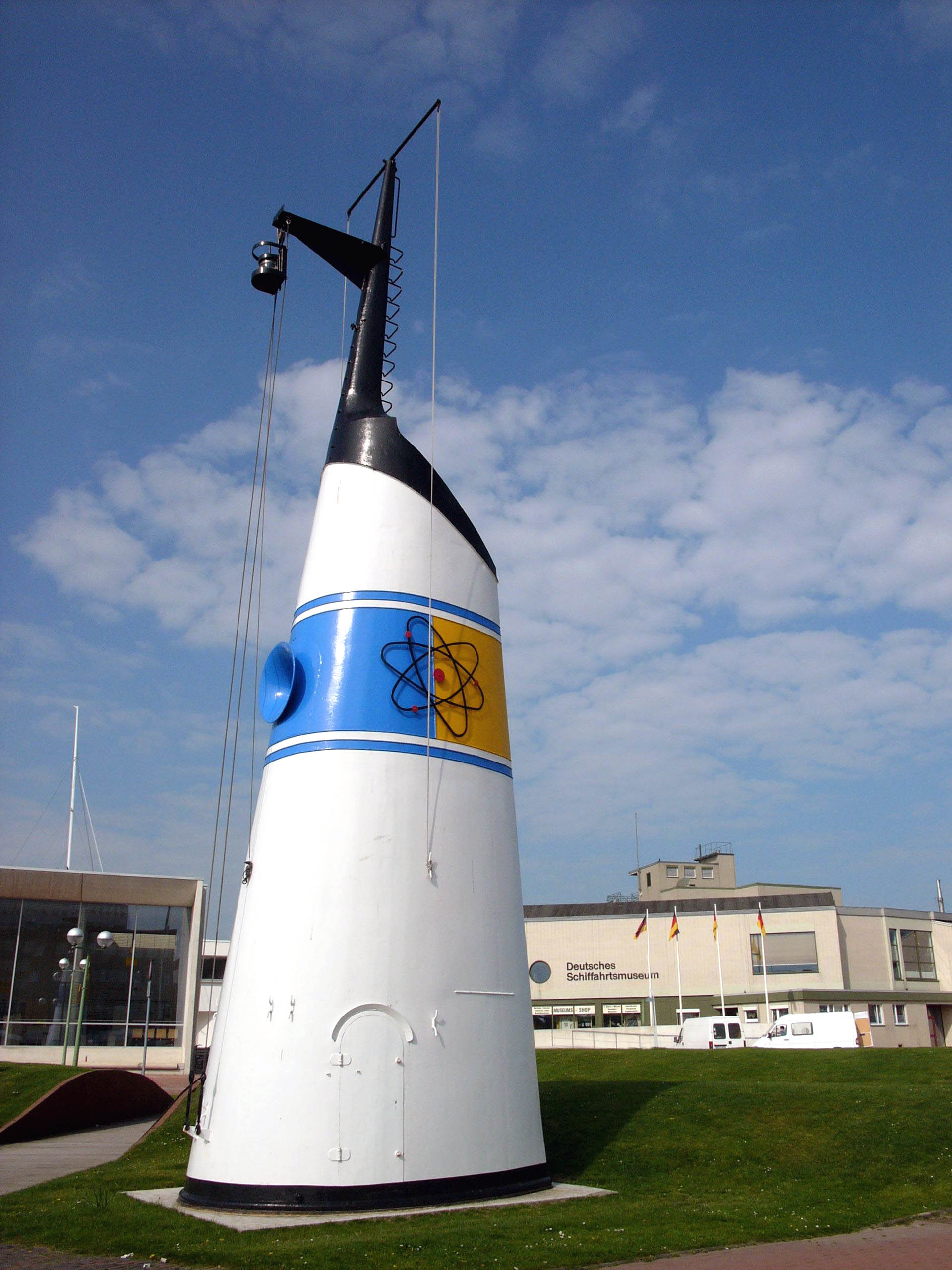
Schoorsteen van Otto Hahn